# 中村茂
中村茂（日语：／ Nakamura Shigeru ?，1959年8月22日—）是一位日本连珠棋手，东京连珠会会长。他是1989年、1991年世界连珠锦标赛冠军，2012年世界连珠团体锦标赛冠军。截至2019年，他已29次获得日本连珠名人头衔。2019年9月，获得日本第七世名人（永世名人）称号。截至2020年，中村茂获得全日本连珠锦标赛（珠王战）冠军7次，关东连珠帝王战冠军14次。 1999年，中村茂与爱沙尼亚世界冠军安度·麦利蒂进行了六番棋战，最终成绩为2.5:3.5。